# Кормишин, Иван Григорьевич
Ива́н Григо́рьевич Корми́шин (1923—1945) — гвардии старший лейтенант Рабоче-крестьянской Красной Армии, участник Великой Отечественной войны, Герой Советского Союза (1945).

## Биография
Иван Кормишин родился 6 декабря 1923 года в селе Грабово Пензенского уезда Пензенской губернии (ныне — Бессоновского района Пензенской области). После окончания восьми классов жил и работал в селе Александровка Пензенской области. В январе 1942 года был призван на службу в Рабоче-крестьянскую Красную Армию. В 1943 году он окончил Ульяновское танковое училище, после чего был направлен на фронт Великой Отечественной войны.
К апрелю 1945 года гвардии старший лейтенант Иван Кормишин командовал танковой ротой 56-й гвардейской танковой бригады 7-го гвардейского танкового корпуса 3-й гвардейской танковой армии 1-го Украинского фронта. Неоднократно отличался во время Берлинской операции, успешно действуя во время форсирования Нейсе и Шпрее, канала Тельтов, уличных боях в Берлине.
Указом Президиума Верховного Совета СССР от 27 июня 1945 года старший лейтенант Иван Кормишин был удостоен высокого звания Героя Советского Союза с вручением ордена Ленина и медали «Золотая Звезда».
Скоропостижно скончался 10 июля 1945 года, похоронен в польском городе Болеславец.

## Награды

Бюст на аллее Героев в Бессоновке

- Медаль «Золотая Звезда» Героя Советского Союза
- Орден Ленина
- орден Красного Знамени
- орден Александра Невского
- орден Отечественной войны 1-й степени,
- орден Красной Звезды
- медали.

## Увековечение памяти
- Бюст Ивана Кармишина установлен на аллее Героев в селе Бессоновка Бессоновского района Пензенской области.
- В селе Грабово Бессоновского района Пензенской области именем Ивана Кармишина названа улица.